# Max Hänger junior
Max Josef Hänger junior (* 1898 in München; † 1961 ebendort) war ein deutscher Tier- und Landschaftsmaler.
Max Hänger war Sohn des Tiermalers Max Hänger der Ältere, der ihm wahrscheinlich den ersten Unterricht erteilte. Er besuchte 1920–28 die Akademie der Bildenden Künste München; Studienreisen führten ihn nach Paris und Italien. Er entwickelte im Vergleich zu seinem Vater eine wesentlich lockerere Maltechnik; so spiegelte sich in seinen Werken als Landschaftsmaler die Begegnung mit dem Pointillismus wider. Bedingt durch eine Kriegsverletzung an den Augen musste Max Hänger schließlich seine Karriere beenden.
Hänger gehörte 1951/1952 zur Jury der gesamtdeutschen Kunstausstellung Künstler schaffen für den Frieden in Ost-Berlin.
Sein Grab liegt auf dem Münchner Nordfriedhof.

## Lexikalischer Eintrag
- Horst Ludwig: Münchner Maler im 19. Jahrhundert: Achmann-Kursell. Bruckmann, München 1993, S. 526